# Земо-Ничбиси
Земо-Ничбиси (груз. ზემო ნიჩბისი) — село в Грузии, на территории Мцхетского муниципалитета края (мхаре) Мцхета-Мтианети.

## География
Село находится в центральной части Грузии, на левом берегу реки Ничбисисцкали (правый приток Куры), на расстоянии приблизительно 14 километров (по прямой) к западо-юго-западу от города Мцхета, административного центра края и муниципалитета. Абсолютная высота — 905 метров над уровнем моря.

## Население
По результатам официальной переписи населения 2014 года в Земо-Ничбиси проживало 208 человек (112 мужчин и 96 женщин). В национальной структуре населения грузины составляли 98,6 %, армяне — 0,5 %.
| Год  | Население, человек |
| ---- | ------------------ |
| 2002 | 237                |
| 2014 | ↘ 208              |